# Gottfried Leiser
Johann Gottfried Leiser (* 29. Dezember 1853 in Sindolsheim; † 14. Februar 1922 ebenda) war ein deutscher Landwirt und Politiker (DDP).

## Leben
Er entstammte einer Bauernfamilie, besuchte die Volksschule in Sindolsheim sowie die landwirtschaftlichen Winterschule in Buchen und führte anschließend die Landwirtschaft der Eltern weiter. In seinem Heimatort war er ab dem späten 19. Jahrhundert als Ratsschreiber tätig. Allgemein politisch interessiert und vor allem als Kenner der Missstände des Bauernstandes begann er sich politisch zu engagieren. Er trat in die Nationalliberale Partei ein und hielt Wahlkampfreden.
Von 1905 bis 1913 gehörte er als Abgeordneter der Nationalliberalen der 2. Kammer des badischen Landtages an. Nach dem Ersten Weltkrieg trat Leiser in die Deutsche Demokratische Partei (DDP) ein. Am 24. Oktober 1919 zog er für diese im Nachrückverfahren in die Weimarer Nationalversammlung ein, in der er den ausgeschiedenen Abgeordneten Emil Engelhard als Vertreter für den Wahlkreis 33 (Baden) ersetzte. Leiser gehörte der Nationalversammlung knapp acht Monate bis zum Zusammentritt des ersten Reichstages der Weimarer Republik im Juli 1920 an.